# Respire Fundo
Respire Fundo é o álbum de estreia do grupo de rap cristão Ao Cubo, lançado de forma independente em 2004. A obra teve grande repercussão tanto no meio religioso quanto fora do segmento, destacando-se pelas canções "Naquela Sala" e "1980", principalmente pela primeira citada, que versa a história de um jovem atraído pelo mundo das drogas.
O repertório de Respire Fundo contém canções que, em sua parte são críticas sociais, analisando a sociedade no meio urbano por uma ótica cristã. Ainda há a participação do cantor Pregador Luo em "Incline seus Ouvidos", David Pereira e Nega Elis em "Naquela Sala" e Templo Soul em "Novo Dia".
Apesar de ser uma obra independente, já havia vendido mais de 60 mil cópias em 2008, recebendo registro ao vivo em CD e DVD, intitulado Respire Fundo Acústico. Através do trabalho, o Ao Cubo recebeu indicações a vários prêmios da música, como o Troféu Talento, o Prêmio Hutúz e o Prêmio Hip-hop São Paulo.
O disco foi aclamado pela mídia especializada: Foi eleito o 13º melhor disco da década de 2000, de acordo com lista publicada pelo Super Gospel. Em 2015, foi considerado, por vários historiadores, músicos e jornalistas, como o 91º maior álbum da música cristã brasileira, em uma publicação.
| Críticas profissionais | Críticas profissionais |
| Avaliações da crítica  | Avaliações da crítica  |
| Fonte                  | Avaliação              |
| ---------------------- | ---------------------- |
| Super Gospel           | (favorável)            |
| O Propagador           | [ 4 ]                  |

## Faixas
1. "Abertura"
2. "Respire Fundo" - 4:27
3. "Fora Quem USA"
4. "Naquela Sala"
5. "Edvaldo Silva"
6. "Ira dos 20"
7. "Se Renda (Intro)"
8. "Se Renda"
9. "1980"
10. "Plano de Aborto"
11. "Batalha"
12. "Incline Seus Ouvidos"
13. "Novo Dia"